# Alain Oulman
Alain Bertrand Robert Oulman ComIH (Oeiras, Cruz Quebrada, 15 de junho de 1928 — Paris, 29 de março de 1990) foi um compositor, autor-compositor, encenador teatral e editor luso-francês, o grande responsável por alguns dos maiores sucessos de Amália Rodrigues. Foi também o editor do livro "Le Portugal Baillonné - témoignage" ("Portugal Amordaçado") de Mário Soares.

## Biografia
Alain Oulman nasceu a 15 de junho de 1928, na Cruz Quebrada, distrito de Lisboa, no seio de uma família judaico-francesa tradicional a viver em Portugal. O pai, Albert Emile José Bensaúde Oulman era industrial de compra e venda de cereais, café, carvão e minérios, e a mãe, Nicole Germaine Calmann-Lévy era editora, ligada a uma das mais antigas e famosas editoras francesas. Tinham deixado Paris durante a Primeira Guerra Mundial para se instalar inicialmente na ilha de S. Miguel, Açores, onde viviam os avós paternos, mudando-se para a Quinta de S. Mateus no Dafundo em 1922, data da morte do avô. Oulman era o mais novo de quatro filhos do casal.
Em pequeno, Oulman era tratado pelos mais próximos por "Pitou" ou "Petit Larousse", alcunha que ganhou pelo amor à leitura que mostrou desde cedo. Frequentou o colégio St Julian's em Carcavelos e completou o curso de engenharia química na Universidade de Lausanne e em França, continuando a aprender música em paralelo. Quanto terminou os estudos, viveu brevemente em Paris, onde escreveu para Yves Montand, e musicou Guillaume Apollinaire para Juliette Gréco e Germaine Montero; e depois em Nova Iorque, onde conheceu James Baldwin, com quem criaria uma amizade duradoura.
A estadia nos Estados Unidos é interrompida pela notícia da morte do seu irmão mais velho. José Fernand Gaston Oulman, que era piloto da RAF, foi abatido pouco antes do fim da Segunda Guerra Mundial, e esperava-se que fosse o futuro responsável pelos negócios da família. Assim, Oulman tem de assumir um lugar na companhia Alberto Oulman e Companhia Limitada. Ao mesmo tempo, continua a compôr e a ler. Pesquisa, na Biblioteca Nacional, grandes poetas portugueses para musicar os seus poemas.

### Encenador
Oulman é encenador no grupo de teatro amador Lisbon Players (um grupo constituído por estrangeiros residentes em Lisboa, que é a companhia de teatro mais antiga de Lisboa e a segunda mais antiga de Portugal), e dirige ao longo de uma década, produções no Estrela Hall.  É aqui que conhece Felicity Jane Harrington, com quem casa em 1962. O casal terá dois filhos, Nicholas Oulman (1967) e Alexandre Oulman (1970).
Entre 1962 e 1964 encena com os Lisbon Players peças de René de Obaldia, Eugène Ionesco, Edward Albee e Harold Pinter. Em 1964 recomenda ao grupo Raul Solnado, e em virtude de um incêndio no Teatro Nacional D. Maria II, recebe no Estrela Hall a Companhia Rey Colaço-Robles Monteiro. A Companhia Portuguesa de Comediantes (Cêpêcê) estreia a peça O Homem Que Fazia Chover de Richard Nash, encenada por Oulman, que conta com a participação de Eunice Muñoz, João Perry e José de Castro, entre outros.

### Compositor de Amália
Tal como há um Zeca Afonso antes e depois do José Mário Branco, também há uma Amália antes e depois do Alain. - Ruben de Carvalho

Alain Oulman conheceu Amália Rodrigues em Paris, no Olympia, em 1959. Antes do espectáculo dela, abordou-a nos bastidores com uma música sem poema, que tocou num piano. Amália sugeriu que ele entrasse em contacto com o poeta Luís de Macedo (pseudónimo literário de Chaves de Oliveira, que era adido da embaixada de Portugal em Paris), para lhe fazer a letra. Desta colaboração surgiu Vagamundo, que Oulman mostra novamente a Amália num acampamento de férias na Praia do Lisandro, Ericeira, no verão desse mesmo ano. Assim se dá início à sua parceria com a fadista, com ensaios regulares em que lhe mostra novos temas, ao piano.

Comecei com a Amália uma experiência de musicar poetas, que já se fazia, há muito, fora de Portugal. É por isso que ela gosta de dizer que fui eu que lhe trouxe poetas e poemas de qualidade. No entanto, já antes, Amália cantara fados com letras de Pedro Homem de Mello e outras canções com letras de David Mourão-Ferreira.
O álbum Busto, publicado em 1962, marcou o início da colaboração de Alain Oulman com Amália e um momento de charneira para o fado. É gravado em madrugadas no Teatro Taborda, na Costa do Castelo. Inclui o fado Abandono, com letra de David Mourão-Ferreira, inicialmente chamado de Fado Crisfal (criptónimo a remeter para a écloga de Cristóvão Falcão), denominado pela resistência ao regime (ou possivelmente por Raul Solnado) de Fado de Peniche, alegadamente alusivo à prisão de Álvaro Cunhal nessa cadeia. Como a Fuga de Peniche ocorrera em 1960, o fado atrai a atenção da PIDE, que devido à popularidade de Amália nada pode fazer para além de limitar a divulgação deste fado na rádio.

As harmonias complexas de Oulman arrancam o fado à raiz popular, e, acompanhados da obra de poetas como Luís de Macedo, David Mourão-Ferreira e Pedro Homem de Melo, inicialmente atraem criticas tanto da elite cultural como do público em geral, e de puristas do fado. Devido à complexidade musical das composições, estas são apelidadas pelos instrumentistas de As Óperas, em referência a artes maiores; enquanto para os puristas, o fado devia ser castiço, fado tradicional com letras de poetas populares. É Oulman que traz poetas portugueses como Luís de Camões, Alexandre O'Neill, José Régio, Sidónio Muralha, Vasco de Lima Couto, Ary dos Santos ou Manuel Alegre, para dentro de obra de Amália.
O que acontece é que a Amália, realmente, não é pessoa que possa andar pela Biblioteca Nacional em busca de poemas antigos ou de livros de poesia há muito esgotados, como eu tenho feito. É por isso que ela faz questão em afirmar que fui eu que, verdadeiramente, lhe trouxe poetas. Mas isto de poetas é como as cerejas: depois de musicada a poesia de um deles, os outros já não se sentem as mesmas dificuldades em aceder a uma experiência semelhante.
Oulman compunha músicas para poemas já escolhidos; a única excepção é o fado Gaivota, que foi escrito por Alexandre O'Neill para uma música já existente. O'Neill  não era fã de fado nem de Amália, mas era amigo próximo de Alain Oulmain; dedicou-lhe o livro No Reino da Dinamarca - Obra Poética (1961-1965), e acaba por escrever um dos fados mais emblemáticos da fadista, que é integrado no álbum Fado Português. No álbum Com Que Voz, gravado em 1969 mas editado apenas no ano seguinte, que inclui outra versão deste fado, Amália canta também poemas de Cecília Meireles, David Mourão-Ferreira, Manuel Alegre, Camões, Ary dos Santos e Pedro Homem de Mello. O disco receberá o IX Prémio da Crítica Discográfica Italiana (1971), o Grande Prémio da Cidade de Paris e o Grande Prémio do Disco de Paris (1975).

#### Musicar Camões
Quando Oulman e Amália publicam fados sobre poemas de Camões, dividem a opinião pública. Os fados Lianor, Dura Memória e Erros Meus são aplaudidos por autores como David Mourão-Ferreira, Alexandre O'Neill e Urbano Tavares Rodrigues e pelo historiador Hernâni Cidade, pelo desafio à convenção e elevação da poesia ao popular, mas também admoestados por parte de várias figuras da intelectualidade portuguesa, entre os quais se destacam a fadista Maria Teresa de Noronha, José Gomes Ferreira e José Cardoso Pires. O Diário Popular lança, a 23 de outubro de 1965, um debate acerca dos fados com poesia de Camões. Amália participa no Tribunal da Opinião Pública, parte do programa Riso e Ritmo da RTP, em dezembro de 1965, para defender a sua decisão de cantar Camões - é absolvida.
Gostei dos versos, gostei da música, e achei que as duas coisas estavam bem uma com a outra e cantei muito naturalmente sem pensar que era proibido. Se soubesse que era proibido não teria cantado porque não sou corajosa - Amália Rodrigues no Tribunal da Opinião Pública
Anos depois do lançamento do EP Amália Canta Luís de Camões, é finalmente aclamado como contribuinte para a elevação do fado a cartaz mundial.

### Activismo político
Oulman esteve ligado à Frente de Acção Popular (FAP) desde 1962, apesar da sua afinidade política com a esquerda anteceder esta ligação, sendo próximo do Partido Comunista Português. Tinha contacto com José Carlos Andrade, João Pulido Valente, Francisco Martins Rodrigues e Rui d'Espiney, membros da FAP, e prestava ocasionalmente ajuda à organização, através da transmissão de mensagens, organização de esconderijos ou impressão de panfletos de esquerda, como o jornal clandestino Estudante Revolucionário, impresso num duplicador Gestetner na Companhia Nacional de Produtos Coloniais, escritório do seu pai. Foi depositário de fundos usados pela FAP nas movimentações entre Portugal e o estrangeiro, e cedeu a Vivenda Ararat, situada no Alto do Penedo, em Colares a Francisco Martins Rodrigues e à sua companheira Maria Fernanda Ferreira Alves, para que ali se pudessem esconder.
Na madrugada de 15 de fevereiro de 1966, três agentes da PIDE detêm Oulmain, e é enviado para Caxias, onde permanece por cinco semanas. Fora denunciado na sequência da prisão de Martins Rodrigues, depois do "julgamento revolucionário" de Mário Mateus, agente da PIDE infiltrado na FAP, executado na mata de Belas em 1965. Durante os primeiros dias em Caxias, Oulman é mantido em solitária, e quando recebe direito a papel e caneta, volta a compôr para Amália, incluindo Formiga Bossa Nova, sobre um poema de Alexandre O'Neill. Rapam-lhe o cabelo e é torturado.
Quando Amália é informada da sua prisão, inicia contactos com familiares de Oulman para se inteirar dos esforços por parte da diplomacia francesa para o libertar, e entra também em contacto com o embaixador português Marcello Mathias para interceder em seu favor. Albert Oulman e a esposa de Alain, Felicity Harrington, reúnem com Marcello Caetano para o tentar libertar.
A 15 de março de 1966 Alain Oulman é expulso do país por Salazar. Sai no dia seguinte da prisão de Caxias e dirige-se imediatamente para o aeroporto, e daí para Paris, e pouco tempo depois para Londres, onde nascerá o seu primeiro filho. Em Inglaterra, dedica-se à música e ao teatro. Regressa a Paris em janeiro de 1968, onde passa a trabalhar como editor. Só poderá voltar a Portugal em maio de 1968, por intercedência do seu pai junto do ministro do Interior, Alfredo dos Santos Júnior. Ao regressar, é vigiado pela PIDE, que também intercepta a sua correspondência, mas não o volta a prender.

### Editor
Desde Janeiro de 1968 é editor de livros na Callman-Lévy, juntamente com o seu tio e padrinho Robert. Em Paris, contacta portugueses aí exilados, como Mário Soares e também Manuel Alegre, com quem contactara inicialmente quando este se encontrava em Argel. Alegre virá a passar algum tempo em casa de Oulman em Paris durante o seu tempo em clandestinidade, a convalescer de uma pneumonia com septicemia. É aí que Alegre conhece Amália, que irá cantar Meu Amor é Marinheiro, poema musicado por Oulman, a partir d'A Trova do Amor Lusíada, que o poeta escrevera quando preso em Caxias.
Na editora, edita livros de Patricia Highsmith, Amos Oz e Catherine Clement, entre outros. Traduz ainda vários autores portugueses, e publica o livro Le Portugal Baillonné - témoignage, depois traduzido para português como Portugal Amordaçado, da autoria de Mário Soares. Depois da morte do tio, em 1982, dedica-se em exclusivo à editora.

### Apoio a Amália no pós-25 de abril
Após o 25 de Abril de 1974, Alain Oulman fez parte da minoria que defendeu Amália, quando esta foi acusada de estar ligada ao anterior regime, escrevendo cartas para os jornais "República" e "O Século".

### Morte
Alain Oulman morreu vítima de crise cardíaca, na cidade de Paris, a 29 de março de 1990, quando contava 61 anos de idade.

## Testemunhos
"Cantei porque para mim era fado. A nobreza que está lá dentro é que conta. Se não tem fado para os outros, para mim tem" (Amália)
"Alain Oulman, que em sucessivos discos publicados nos anos 1950 e 1960 soube transformar a fadista Amália Rodrigues — cuja popularidade era incontestada desde o final da Segunda Guerra Mundial — na «Amalia», sem acento, que se tornou diva internacional. Oulman divulgou a voz, mas soube renovar-lhe a cada passo os atributos com desafios ousados: primeiro, já não apenas a guitarra e a viola, mas também os acompanhamentos orquestrais, depois as variações sobre estes, conduzindo-a ao extremo de um «jazz combo»." (Jorge P. Pires, Expresso, 1998)
"Eu tenho uma proximidade muito maior com a Amália dos anos 1960, do período do Oulman. Cabe tudo ali — e é isso que lhe dá dimensão. Nós não podemos reduzi-la — como ela nunca se quis reduzir — a um qualquer sub-género do seu repertório." (Rui Vieira Nery, DN, 2002)

## Condecorações
- Comendador da Ordem do Infante D. Henrique (9 de junho de 1993, a título póstumo)[13]

## Homenagens
- Em 2002, Ruben de Carvalho convidou Katia Guerreiro para fazerem uma homenagem a Alain Oulman: um marinheiro que estando triste cantava (Alain Oulman e o Fado Português). Fizeram seis meses de trabalho de pesquisa e ensaios. E assim Oulman acabou por fazer parte do repertório da fadista.[6]
- Ainda em 2002, o registo dos ensaios que foram encontrados nas residências dos herdeiros de Oulman e de Rui Valentim de Carvalho, foram publicados na edição que juntou os álbuns "Busto" e "For Your Delight", dois discos que foram gravados nas mesmas sessões de gravação.[14][8]
- Em 2006 há uma homenagem de três jovens fadistas que interpretaram uma seleção de temas de Alain Oulman na Festa do Avante!: Carla Pires, António Zambujo e Liana.[6]
- Em 2009, o Museu do Fado apresenta uma exposição dedicada ao compositor, com o título As Mãos Que Trago. Alain Oulman (1928-1990)[6]